# Malaya Rata

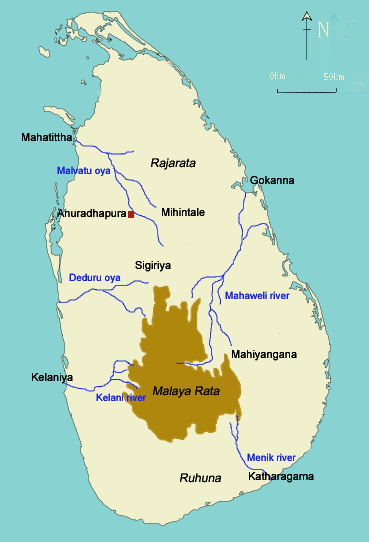
Zona muntanyosa que dona nom al país

Malaya Rata és el nom històric de les àrees de muntanya de Sri Lanka central i fins a la costa occidental de l'illa. Entre el segle V aC i el segle xiii va ser governat per reis locals o nobles sota l'alta sobirania dels reis d'Anuradapura i de Polonnaruwa.

## Història
Malaya Rata fou habitada per tribus com els yaksha, raksha i naga, primers pobladors de Ceilan; sobretot les tribus yaksha i raksha vivien a Malaya Rata i segons el 'Mahavansa' aquestes tribus són els descendents de Pulindayin Kuveni (la reina Kuveni, esposa del primer rei Vidjaya). Algunes inscripcions es troben a Bambaragala, Haragama, Doolwela, Wegiriya, Molagoda, Yanlena, Galabava i Gonawatta. Fin a l'era anterior a Anuradhapura tota Sri Lanka es va dividir en dues parts: Uththara Deshaya i Rohanaya i es pot assenyalar que l'interior del país (que també era anomenat Girimandalaya) tenia una connexió més estreta amb Rohanaya.
Durant el període d'Anuradhapura la zona fou anomenada 'Malaya Deshaya', Malaya Mandalaya, Malaya Rata, o Malaynadu (Malay Nadu). Posteriorment el regne es va dividir en quatre parts: Rajarata, Dakkina Deshaya, Rhohana Deshaya (Ruhunu) i Merukandara (Malaya Rata) i els turons centrals pertanyeren a Merukandara o Malaya Rata. El riu Mahaweli divideix Malaya Rata entre Uththara Malaya i Dakkina Malaya. En el període d'Anuradhapura Uththara Deshaya (o Uththara Malaya) com un estat separat. Després, durant el període del rei Parakramabahu I, les divisions Uththara i Dakkina es van unir i el conjunt es va anomenar Malaya.
Del segle VI al segle xi Malaya Deshaya va ser governada per un príncep titulat el Malaya Raja, però, estava sota l'autoritat (força nominal) dels governants de Anuradhapura i de Polonnaruwa. Però després que els centres administratius del país van canviar cap al sud-oest el interior del país va començar a ser important. Amb el col·lapse del regne de Polonnaruwa, els seus habitants van començar a desplaçar-se cap a Malaya Deshaya i hi va haver un creixement poblacional. Cap al segle xiv, la regió de Malaya, que és la moderna Província Central, va marcar un important punt d'inflexió en la història política de Sri Lanka. Els historiadors suggereixen que aquesta tendència és visible pel desplaçament de la capital del regne singalès a Gampola pel rei Buwanekabahu IV i més tard diversos reis que establiren la seva residència a l'interior del país emportant-se la relíquia de la dent sagrada. La província Central té una estructura de protecció natural contra els atacs enemics i proporcionava suficient protecció als reis per organitzar exèrcits per atacar els enemics i protegir la nació de les invasions. El 1480 el rei Senasammatha Wickramabahu va establir la capital a "Senkadagala" (moderna Kandy).